# Porco Rosso
Porco Rosso (紅の豚 Kurenai no Buta?, lit. Porcul Roșu) este un film japonez de animație de aventuri de comedie din 1992 scris și regizat de Hayao Miyazaki. Se bazează pe Hikōtei Jidai (Epoca bărcilor zburătoare), o manga în trei părți din 1989 de Miyazaki. Rolurile principale de voce au fost interpretate de Shūichirō Moriyama, Tokiko Kato, Akemi Okamura și Akio Ōtsuka. Animat de Studio Ghibli pentru Tokuma Shoten, Japan Airlines și Nippon Television Network, a fost produs de Toshio Suzuki și distribuit de Toho. Coloana sonoră este creată de compozitorul japonez Joe Hisaishi.
Povestea se învârte în jurul unui fost as al aviației italian din Primul Război Mondial, care acum trăiește ca un vânător de recompense independent care urmărește „pirații aerului” în Marea Adriatică. Cu toate acestea, un blestem neobișnuit l-a transformat într-un porc antropomorf. Cândva numit Marco Pagot (Marco Rossolini în versiunea americană), el este acum cunoscut în lume ca „Porco Rosso”, expresia în italiană pentru „Porcul Roșu”.
O primă versiune dublată în limba engleză a fost realizată pentru compania aeriană Japan Airlines și inclusă în Ghibli LD Box Set și pe primele lansări DVD din Regiunea 2 în 2002. Filmul a fost ulterior redublat de Walt Disney Home Entertainment și lansat pe DVD și Blu-ray în Statele Unite și Canada la 22 februarie 2005. Distribuitorul new-yorkez GKIDS a reeditat filmul pe Blu-ray și DVD la 21 noiembrie 2017, în baza unui acord nou cu Studio Ghibli.
Miyazaki a mai folosit tema istoriei aviației în filmul său din 2013 Vântul se întețește.

## Prezentare
În 1929, Porco Rosso, un as al aviației italian din Primul Război Mondial și vânător de recompense independent, care a fost blestemat să aibă un cap de porc, respinge un atac al piraților aerului asupra unui feribot. El zboară mereu cu un hidroavion roșu, un prototip. Apoi Porco se răsfăță cu cina la Hotelul Adriano, care este condus de prietena lui, Gina.
La hotel, șefii bandelor de pirați îl angajează pe Curtis, un as al aviației american arogant și ambițios, pentru a-i ajuta în următoarele atacuri. Curtis se îndrăgostește pe loc de Gina, dar este frustrat să vadă că este respins și de afecțiunea ei pentru Porco. După ce a executat cu succes o misiune de pirat, Curtis îl urmărește pe Porco, care zboară spre Milano pentru a-și face repara avionului și îl doboară în timp acesta ce se confruntă cu o întrerupere a motorului, apoi pretinde că l-a ucis. Porco supraviețuiește, deși avionul său este grav avariat. Porco continuă călătoria cu trenul cu rămășițele avionului, spre iritația Ginei, care îi amintește că există un mandat de arestare pe numele lui în Italia.
Porco ajunge discret în Milano pentru a se întâlni cu Piccolo, mecanicul său. El află că fiii lui Piccolo au emigrat pentru a găsi de lucru în altă parte din cauza Marei crize economice și o mare parte din lucrările de inginerie va trebui să fie efectuată de tânăra sa nepoată, Fio. Pe lângă aceasta, avionul este reconstruit exclusiv de rudele sale de sex feminin, chiar și bunicile bătrâne, pentru a câștiga bani. Porco este inițial sceptic cu privire la abilitățile lui Fio ca mecanic, dar după ce i-a văzut dăruirea în proiectul de reparații, o acceptă ca inginer competent. Odată ce avionul lui Porco este terminat, Fio i se alătură în zborul său spre casă, cu justificarea că, dacă poliția secretă arestează echipa, femeile pot spune că Porco le-a forțat să-l ajute și a luat-o ostatică pe Fio. Oprindu-se pentru a face plinul pe drum, Porco descoperă că noul guvern fascist începe să angajeze pirați de hidroavioane pentru uzul lor, scoțându-l astfel din afacere.
Întors la Hotel Adriano, Curtis o cere în căsătorie pe Gina, dar aceasta îl refuză, spunând că îl așteaptă pe Porco Rosso. La întoarcerea acasă pe insulă, Porco și Fio sunt prinși în ambuscadă de pirați, care amenință că îl vor ucide pe Porco și îi vor distruge avionul. Fio îi convinge să-l lase în pace pe Porco, dar apare Curtis și îl provoacă pe Porco la un ultim duel. Fio face o înțelegere cu el declarând că, dacă Porco câștigă, Curtis trebuie să-i plătească datoriile față de compania lui Piccolo, iar dacă Curtis câștigă, se poate căsători cu ea.
În acea noapte, în timp ce pregătea muniția pentru duelul aerian, Porco îi spune lui Fio o poveste din Primul Război Mondial. La două zile după prima nuntă a Ginei cu prietenul său Bellini, escadrila sa a fost atacată de avioane austro-ungare. Copleșit și incapabil să-și salveze colegii piloți, a intrat într-un nor pentru a scăpa de urmăritorii săi. Își amintește că a leșinat și s-a trezit într-o liniște completă deasupra norilor, cu o bandă argintie sclipind sus pe cerul îndepărtat. Avioanele aliate și inamice, pilotate de aviatorii care au murit în lupta aeriană — inclusiv Bellini — se ridică din nor și zboară în sus spre banda argintie, ignorându-l. Porco își dă seama curând că banda argintie nu este un nor ci este formată din mii de avioane care zboară împreună. Leșină din nou și se trezește zburând jos deasupra mării, singur. În timp ce adoarme, Fio (și spectatorul) văd pentru scurt timp adevărata față umană a lui Marco, în loc de ceea de porc.
A doua zi, duelul este aranjat și o mulțime mare se adună pentru a-l urmări. Lupta nehotărâtă și lungă dintre Porco și Curtis se transformă curând într-un meci de box la țărm, duzpă ce mitralierele ambelor avioane se blochează. În timp ce se luptă, Porco îl acuză pe Curtis că este un afemeiat, dar Curtis îi răspunde că el este și mai rău - Fio îl adoră, iar Gina îl așteaptă și gonește pe oricare alt bărbat din viața ei din cauza lui. Informația vine ca un șoc asupra lui Porco, astfel încât Curtis este capabil să-l doboare, doar pentru ca Porco să fie salvat de un arbitru pirat care semnalează sfârșitul unei runde. Lupta se termină cu ambii combatanți care se lovesc unul pe celălalt și cad sub apa puțin adâncă. Gina sosește și îl strigă pe „Marco” (Porco), care se ridică primul și este declarat câștigător. Ea avertizează mulțimea că forțele aeriene italiene au fost alertate și sunt pe drum și îi invită pe toți să se regrupeze la hotelul ei. Spre frustrarea Ginei, Porco o urcă pe Fio în avionul Ginei, cerându-i să aibă grijă de ea și se întoarce. Chiar înainte ca avionul Ginei să decoleze, Fio se aplecă și îi sărută în fugă pe Porco.
În timp ce mulțimea pleacă, Porco se oferă voluntar să conducă forțele aeriene și îl invită pe Curtis să i se alăture. Curtis reacționează cu surprindere și îi cere lui Porco să se întoarcă, sugerând că el – ca și Fio – a văzut pentru scurt timp adevărata față a lui Marco. În epilog, Fio povestește în timp ce zboară într-un hidroavion cu reacție că, în cele din urmă, Porco a scăpat de forțele aeriene italiene și a rămas în libertate; Fio a ajuns la conducerea companiei Piccolo, care acum este producător de avioane; Curtis a devenit un actor celebru; iar pirații au continuat să frecventeze Hotelul Adriano la bătrânețe. Ea nu divulgă dacă visul Ginei de a fi împreună cu Porco Rosso s-a realizat vreodată, menționând că acesta este secretul lor. Cu toate acestea, un avion roșu poate fi văzut andocat de grădina Ginei în timp ce avionul zboară deasupra hotelului.
După credite, un hidroavion roșu familiar apare planând pe cer înainte de a dispărea în nori.

## Distribuție
| Personaj                                              | Vers. japoneză                      | Vers. engleză           | Vers. engleză                                         |
| Personaj                                              | Vers. japoneză                      | Japan Airlines          | Walt Disney Pictures                                  |
| ----------------------------------------------------- | ----------------------------------- | ----------------------- | ----------------------------------------------------- |
| Porco Rosso / Marco Pagot (Marco Rossolini în dublaj) | Shūichirō Moriyama                  | Ward Sexton             | Michael Keaton                                        |
| Donald Curtis                                         | Akio Ōtsuka                         | Greg Dale               | Cary Elwes                                            |
| Fio Piccolo                                           | Akemi Okamura                       | Lynn Eve Harris         | Kimberly Williams-Paisley                             |
| Madame Gina                                           | Tokiko Kato                         | Faith Bach              | Susan Egan                                            |
| Mr. Piccolo                                           | Sanshi Katsura                      | Clay Lowrey             | David Ogden Stiers                                    |
| Ferrarin (Ferrari în dublaj)                          | Mahito Tsujimura                    | Julian Macfarlane       | Tom Kenny                                             |
| Bellini                                               | necunoscut                          | necunoscut              | Pat Fraley                                            |
| Giliora                                               | N/A                                 | N/A                     | N/A                                                   |
| Sandra                                                | N/A                                 | N/A                     | N/A                                                   |
| Marietta                                              | N/A                                 | N/A                     | N/A                                                   |
| Capo                                                  | Tsunehiko Kamijō                    | necunoscut              | Brad Garrett                                          |
| Mamma Aiuto Gang Members                              | Reizō Nomoto Osamu Saka Yuu Shimaka | necunoscut Jeff Manning | Bill Fagerbakke Kevin Michael Richardson Frank Welker |